# Sheikh (Somaliland)
Pour les articles homonymes, voir Sheikh (homonymie).
Sheikh est une commune située au Nord-Ouest de la région de Saaxil, une province du Somaliland en Somalie.